# Live in Denmark 1972
Albums de Deep Purple
Inglewood - Live at the Forum
(2002) Kneel & Pray
(2003)
Live in Denmark 1972 est un album de Deep Purple sorti en 2007.
Ce concert a été enregistré le 1er mars 1972 au Kjøbenhavns Boldklub Hallen (da) de Copenhague, au Danemark. Filmé par la Danmarks Radio, il est paru au format VHS en 1990 sous le titre Scandinavian Nights. Purple Records l'édite pour la première fois en CD digipak en 2003 sous le titre Live in Denmark, dans une édition limitée (PUR 203D). Épuisé, il est réédité en 2007 dans le cadre de la série Official Archive Collection.

## Titres
Toutes les chansons sont de Ritchie Blackmore, Ian Gillan, Roger Glover, Jon Lord et Ian Paice, sauf Lucille (Albert Collins, Richard Penniman).

### CD 1
1. Highway Star – 8:30
2. Strange Kind of Woman – 10:10
3. Child in Time – 17:29
4. The Mule – 9:15

### CD 2
1. Lazy – 11:56
2. Space Truckin' – 23:48
3. Fireball – 4:07
4. Lucille – 5:54
5. Black Night – 6:19

## Musiciens
- Ritchie Blackmore : guitare
- Ian Gillan : chant
- Roger Glover : basse
- Jon Lord : claviers
- Ian Paice : batterie